# Mark Kirk
Mark Steven Kirk (nascido em 15 de setembro de 1959) é um político norte-americano e ex-senador de Illinois eleito em 2010. Nas eleições de 2016, foi derrotado pela democrata Tammy Duckworth. Kirk é membro do Partido Republicano.

## Início de vida e educação
Mark Kirk nasceu em Champaign, no Ilinois, e é filho de Judith Reeve e Francis Gabriel Kirk. Depois na New Trier High School  em 1977, frequentou a Universidade de Cornell, onde se graduou em BA em História. Kirk obteve um mestrado da London School of Economics e um Juris Doctor (JD) da Georgetown University Law Center.

## Carreira

### Serviço Militar
Kirk entrou no exército em 1989.
Em 1999 foi chamado para atuar em um bombardeio na Jugoslávia.  Serviu entre 10 de abril a 6 de junho de 1999 como oficial de inteligência da Vaq-209. A Vaq-209 junto com outros três esquadrões para formar uma unidade chamada Electronic Attack Wing Aviano, na Itália. Em maio de 2000, a Associação Nacional de Inteligência Militar premiou Rufus L. Prêmio Taylor por seu trabalho na Electronic Attack Wing Aviano, na Itália.
Em março e abril de 2000, Kirk foi treinado na Turquia. Kirk participou do implemento da zona  exclusão aérea sobre o norte do Iraque.
Kirk esteve durante duas vezes no Afeganistão, entre 15 de dezembro de 2008 a 2 de janeiro de 2009 e 19 de dezembro de 2009 a 4 de janeiro de 2010.

### Congresso

#### Eleições
Kirk foi eleito em 2000 com 51% dos votos. Sendo reeleito com margem grande em 2002 e 2004. Ele derrotou Dan Seals por uma margem de cinco pontos, em 2006, e derrotou-o novamente com mesma margem em 2008.

#### NoCongresso
Kirk era um membro do House Iran Working Group, foi co-presidente da bancada no Congresso sobre as questões sobre a Armênia, foi co-presidente sobre assuntos da Iugoslávia, and a member of the GOP Tuesday Group.  Durante o seu mandato, ele foi membro da Comissão de Orçamento.

#### NoSenado
Em 20 de julho de 2009, Kirk anunciou a sua candidatura ao senado. Em 2 de fevereiro de 2010, Kirk venceu a primária republicana com 56,6 por cento dos votos.  Ele concorreu contra o candidato democrata Alexi Giannoulias, que eram seu principal concorrente. Durante a campanha eleitoral, Kirk e Giannoulias estavam em um debate muito disputado. Kirk derrotou Giannoulias na eleição com 48% contra 46% de Giannoulias.
Em 18 de dezembro de 2010, Kirk votou a favor da lei Don't Ask, Don't Tell Repeal Act of 2010.
Nas eleições de 2016, tentou a reeleição, mas foi derrotado pela democrata Tammy Duckworth, primeira asiática eleita para o Senado americano.